# Jean Bernard (médecin)
Pour les articles homonymes, voir Bernard et Jean Bernard.
Alfred Simon Jean Bernard, né le 26 mai 1907 à Paris et mort le 17 avril 2006 dans la même ville, est un écrivain, résistant, médecin hospitalo-universitaire hématologue et cancérologue français. Membre de l'Académie française, il est le premier président du Comité consultatif national d'éthique, ainsi que président de l'Académie des sciences et de l'Académie nationale de médecine.

## Biographie

### Jeunesse, études et engagement
Demeurant au no 2 du square Saint-Ferdinand (aujourd'hui rue du Colonel-Moll), dans le 17e arrondissement de Paris, Jean Bernard est l'aîné d'une famille d'ingénieurs avec deux frères et une sœur : Henri (1908-1982), Michel (1909-1997) et Lise (1913-2004),. Son grand-père maternel, Émile Paraf (1846-1924) est polytechnicien ; son père, Paul Bernard (1876-1951) est centralien, ainsi que Michel, son frère cadet. Pendant la Première Guerre mondiale, et tandis que son père est au front, il est envoyé en Bretagne, à Couëron, près de Nantes. Jusqu'en 1918, il étudie à l’école communale de Couëron en Loire-Atlantique, puis, après que sa famille s'installe boulevard Saint-Aignan à Nantes, au lycée Clemenceau. Sa mère, née Andrée-Marguerite Paraf, meurt en 1920. Puis Jean Bernard fréquente le lycée Louis-le-Grand à Paris, où il acquiert une solide culture classique. Il lit beaucoup et commence à écrire des proses et des poésies. À 17 ans, il joue une pièce de Victor Hugo, Mangeront-ils ?. Ses partenaires sont Claude Lévi-Strauss et Pierre Dreyfus. À cette époque, il hésite encore entre la médecine et la littérature. Il finit par se décider pour la médecine : « La médecine me parut allier l'humanisme et mon goût pour les sciences ».
Il suit des cours à la Faculté des sciences de Paris, à la Faculté de médecine et enfin à l'Institut Pasteur.
En 1929, il devient interne des hôpitaux. Par indisponibilité de stage dans l'hôpital où il est formé, Jean Bernard décide d'occuper un poste dans l'hôpital le plus proche de son domicile. Il entre dans le service du Pr Paul Chevallier, qui est un maître en hématologie. Jean Bernard éprouve une grande admiration pour ce médecin et c'est grâce à lui qu'il va faire des maladies du sang l'affaire de sa vie. En 1931, il fonde, avec Paul Chevallier, la première société savante d'hématologie. À partir de 1933, il commence une thèse expérimentale sur la leucémie. Il obtient son doctorat en médecine en 1936.
Le 12 janvier 1931, il épouse Amy Pichon (1905-1992), fille de Charles-Adolphe Pichon (1876-1959), secrétaire général civil de la présidence de la République et délégué général de l'UIMM, et de Marguerite Pichon-Landry, présidente du CNFF. Amy Pichon est également la nièce du ministre Adolphe Landry,.
Leur union leur offre trois enfants : Antoinette, Dominique et Olivier.
Dès 1940, Jean Bernard entre dans la Résistance, ce qui lui vaut d'être l'un des cinq cents titulaires de la carte de Résistant de 1940. Le 20 septembre, il entre dans le réseau de René Parodi où il rédige et distribue des tracts. Au début de l'année 1941, ce réseau est démantelé. René Parodi est arrêté puis exécuté en prison. Jean Bernard se cache en province, passe ensuite en zone Sud, où il entre dans un réseau action. En automne 1942, il découvre la ville de Marseille et le monde du Vieux-Port, dont il ne manque pas de se souvenir lors de son éloge à Marcel Pagnol. En 1942, il dirige un réseau de résistance dans le sud-est de la France. Il est responsable des parachutages d'armes sur les plateaux du Vivarais, dans le Vaucluse et dans les Bouches-du-Rhône.
En avril 1943, de retour à Paris en ayant repris ses consultations, Jean Bernard est arrêté par la Gestapo à son domicile. Il lui est reproché la rédaction d'une ordonnance médicale pour le fils de Robert Debré, Michel. Pour cet acte, il est fait prisonnier et est incarcéré durant six mois à la prison allemande de Fresnes, où ils sont entassés à cinq détenus dans la cellule no 359 qui ne peut recevoir qu'une seule personne. Dès sa libération, Jean Bernard reprend ses activités de résistant. Il ne déposera les armes qu'une fois la capitulation allemande du 8 mai 1945 proclamée. De mai à septembre 1944, il est actif dans un réseau de renseignement où il parcourt la ville à bicyclette et prend des notes permettant la libération de Paris. Il reçoit à son cabinet Alexandre Parodi qui est devenu un des chefs de la Résistance et lui montre la liste complète des futurs commissaires de la République, préfets et sous-préfets.
Après la guerre, Jean Bernard reprend ses études de médecine. Il suit les cours d'immunologie et de bactériologie de Gaston Ramon et Robert Debré. En 1946, il devient médecin des hôpitaux, puis, en 1949, il réussit l'agrégation et enseigne à la faculté de médecine de Paris.

### Les succès médicaux et la réflexion éthique
En 1947, avec Jean Hamburger, Jean Bernard crée l'« Association pour la recherche médicale » qui devient la Fondation pour la recherche médicale en 1962.
En 1947, à l'hôpital Hérold, il obtient avec Marcel Bessis la première rémission dans un cas de leucémie chez un enfant, Michel. Jean Bernard a eu l'idée de modifier le milieu intérieur (concept dû à Claude Bernard) et c'est Marcel Bessis qui a apporté la technique de l'exsanguino-transfusion, consistant dans le remplacement total du sang d'un organisme. Ce premier succès fait l'objet d'une publication dans la Revue de transfusion. En 1950, il décrit la première leucémie chimiquement induite chez l'homme : l'hémopathie benzénique observée chez les sujets travaillant dans les industries qui utilisent le benzène. Cette étude permet à Jean Bernard d'aborder le traitement curatif de la leucémie.
En 1948, avec son confrère Jean-Pierre Soulier, ils décrivent le syndrome Bernard-Soulier qui porte leurs noms. Les deux hématologues ont décrit le cas d'un jeune homme avec une tendance à saigner, une thrombocytopénie et des thrombocytes extrêmement hypertrophiés (« thrombocytes géants »). Le patient s'est présenté à l'âge de 15 ans avec des saignements de nez importants et du sang dans les selles, puis a subi des saignements répétés au cours des années suivantes et est décédé à l'âge de 28 ans d'une hémorragie cérébrale. Sa sœur est morte en bas âge à l'âge de 31 mois. Les parents et les autres frères et sœurs n'ont pas été touchés.
En 1956, il est professeur de cancérologie.
En 1957, il est médecin chef de service à l'hôpital Saint-Louis. Léon Binet témoigne de la manière dont Jean Bernard menait ses consultations : « Les malades étaient fascinés par sa façon d'être. Il avait un esprit de synthèse tellement fulgurant qu'il arrivait très vite à formuler des solutions pratiques, dans une discipline pourtant complexe. Très présent dans son service, partisan du temps plein à l'hôpital, il recevait les familles de ses petits malades dès huit heures le matin et savait les rassurer ».
En 1958, il devient membre du Comité consultatif de la recherche scientifique. Il fait partie du Comité des douze sages qui conseille le Général de Gaulle sur l'orientation de la recherche en France. En 1961, il devient professeur de clinique des maladies du sang et il prend la direction de l'Institut de recherche sur les leucémies et les maladies du sang installé à l'hôpital Saint-Louis. En 1962, il isole une substance, la rubidomycine, dont il réussit à démontrer l'efficacité contre la leucémie. Il décrit aussi en 1967 le syndrome de Lasthénie de Ferjol.
Il est président du conseil d'administration de l'Institut national de la santé et de la recherche médicale (Inserm) de 1967 à 1980.
En 1974, Jean Bernard est l'un des deux médecins invités à se rendre en secret à Téhéran (Iran), pour voir le Shah régnant, Mohammad Reza Pahlavi (1919-1980), qui souffre d'une hypertrophie de la rate. Le médecin diagnostique une leucémie lymphoïde chronique et une macroglobulinémie de Waldenström. Trois ans plus tard, le Shah est destitué et part en exil. Le président Carter l'autorise finalement à entrer aux États-Unis pour y être soigné et en représailles, un groupe d'étudiants Iraniens s'empare de l'ambassade américaine à Téhéran en y retenant 52 Américains pendant plus d'une année.
Grâce à ces recherches, l'hématologie, qui était jadis une discipline unifiée, tend à se diviser en domaines plus spécialisés. C'est Jean Bernard qui oriente Marcel Bessis vers la cytologie. Jean Dausset est, lui, orienté vers l'immunologie ; il découvre ainsi le système majeur d'histocompatibilité (ou compatibilité tissulaire) dit HLA ; pour ses découvertes, Jean Dausset reçoit le prix Nobel de médecine en 1980.
En 1983 et durant dix années, il devient le premier président du Comité consultatif national d'éthique des sciences de la vie et de la santé.
Membre du conseil d'administration de l'Institut Pasteur de 1967 à 1970, il est président de l'Académie des sciences de 1983 à 1984 et de l'Académie nationale de médecine de 1983 à 1992. Il est par ailleurs membre de l'Académie du royaume du Maroc.

### L'Académie française
Jean Bernard est aussi un écrivain et un poète. Il est, notamment, l'ami de Paul Valéry et de Jules Romains,. Il est élu à l'Académie française, le 15 mai 1975, à la suite du décès de Marcel Pagnol (25e fauteuil de l'Académie française) pour lequel il rend hommage lors de son intronisation. Il reçoit Jean Hamburger en 1986, puis Michel Debré en 1989. Dominique Fernandez lui succède et prononce son éloge sous la Coupole en 2008.

### Décès
Jean Bernard meurt le 17 avril 2006 à son domicile de la rue d'Assas dans le 6e arrondissement de Paris,. Il est inhumé dans le caveau de sa belle-famille auprès de son épouse dans le petit hameau d'Aizecq (Charente) où il a passé ses vacances durant 60 ans,.

## Distinctions

### Décorations
- Grand-croix de la Légion d'honneur (1984)[7] ;
- Grand-croix de l'ordre national du Mérite[11] ;
- Croix de guerre 1939-1945[7] ;
- Médaille de la Résistance française avec rosette (24 avril 1946)[7] ;
- Chevalier de l'ordre des Arts et des Lettres[11].

### Prix et récompenses
- [1960]  Prix Katsunuma (Tokyo)[7] ;
- [1971]  Grand prix de l’Académie des sciences[11] ;
- [1973]  Prix de l'Institut de la vie (Paris)[7] ;
- [1977]  Prix Jimenez-Diaz (Madrid)[11] ;
- [1983]  Prix Baillet-Latour (Bruxelles)[21] ;
- [1987] Grande médaille d'or de la Société d'encouragement au progrès[22].

### Honneurs
- [1972]  Élu à l'Académie des sciences[11], au fauteuil de Léon Binet. (président de 1983 à 1984) ;
- [1973]  Membre de l'Académie nationale de médecine[11] ;
- [1975]  Élu à l'Académie française le 15 mai, au fauteuil de Marcel Pagnol (25e fauteuil de l'Académie française) ;
- [1981]  Élu membre de l'Académie serbe des sciences et des arts au département des sciences médicales[21] ;
- Docteur honoris causa des universités de Santiago (1957), Mendoza (en) (1958), Innsbruck (1969), Louvain (1969), Liège (1970), Thessalonique (1971), Rio de Janeiro (1980), Montevideo (1981), Lisbonne (1983), Sofia (1985) et Sherbrooke (1986)[7] ;
- Président de la Société internationale d'hématologie[11] ;
- Couronne civique de la Société d'encouragement au bien (SEAB).

## Publications
Cette liste est issue des données de la Bibliothèque nationale de France (BnF) avec 139 notices bibliographiques et du Système universitaire de documentation (Sudoc) contenant 206 publications de livres,.
- [1990] De la biologie à l'éthique : nouveaux pouvoirs de la science, nouveaux devoirs de l'homme, Paris, Buchet-Chastel (réimpr. 1991 et 1994) (1re éd. 1990), 309 p., 21 cm (ISBN 2-7020-1347-3, OCLC 1011608790, BNF 35067379, SUDOC 001577387, présentation en ligne).
- [1991] Circonstances, Paris, Buchet-Chastel (réimpr. 1994) (1re éd. 1991), 578 p., 21 cm (ISBN 2-7020-1371-6, OCLC 1014512111, BNF 35416610, SUDOC 002273748, présentation en ligne).
- [1992] Le syndrome du colonel Chabert : ou le vivant mort, Paris, Buchet-Chastel (réimpr. 1994) (1re éd. 1992), 232 p., 21 cm (ISBN 2-7020-1569-7, OCLC 25573658, BNF 35506105, SUDOC 002570092, présentation en ligne).
- [1992] La légende du sang, Paris, Flammarion, 1992, 287 p., 29 cm (ISBN 2-08-035152-4, OCLC 231588561, BNF 35542065, SUDOC 00273477X, présentation en ligne). [PDF] [compte rendu] par Claude Gagnon (1944-).
- [1993] Espoirs et sagesse de la médecine, Paris, Éditions Odile Jacob, 1993, 239 p., 22 cm (ISBN 2-7381-0205-0, OCLC 27805346, BNF 35566635, SUDOC 002857421, présentation en ligne, lire en ligne ).
- [1993] Rêveries d'un promeneur dans le jardin du Luxembourg (préf. René Monory, ill. Jean-William Hanoteau [aquarelles] et Laurence Toussaint [photogr.]), Paris, Buchet-Chastel (réimpr. 1994) (1re éd. 1993), 85 p., 22 × 25 cm (ISBN 2-7020-1587-5, OCLC 1035825949, BNF 35612567, SUDOC 003058816, présentation en ligne).
- [1993] Les deux privilèges, Paris, Flammarion, 1993, 296 p., 22 cm (ISBN 2-08-066888-9, OCLC 489571032, BNF 35648121, SUDOC 003148122, présentation en ligne).
- [1994] La bioéthique : un exposé pour comprendre, un essai pour réfléchir, Paris, Flammarion, coll. « Dominos (ISSN 1248-7570), no 15 » (réimpr. 1995 et 2000) (1re éd. 1994), 125 p., 18 cm (ISBN 2-08-035165-6, OCLC 1130931833, BNF 36675691, SUDOC 003193055, présentation en ligne).
- [1994 Biographie] Médecin dans le siècle, Paris, R. Laffont, coll. « Vécu  (ISSN 0750-7755) », 1994, 384 p., 24 cm (ISBN 2-221-07628-1, OCLC 417097069, BNF 35719256, SUDOC 003380858, présentation en ligne).
- [1995] Le sang : un exposé pour comprendre, un essai pour réfléchir, Paris, Flammarion, coll. « Dominos  (ISSN 1248-7570), no 63 », 1995, 127 p., 18 cm (ISBN 2-08-035409-4, OCLC 32581928, BNF 35785411, SUDOC 003685624, présentation en ligne).
- [1996] La médecine de demain : un exposé pour comprendre, un essai pour réfléchir, Paris, Flammarion, coll. « Dominos  (ISSN 1248-7570), no 84 » (réimpr. 2002) (1re éd. 1996), 126 p., 18 cm (ISBN 2-08-035436-1, OCLC 34201147, BNF 35804163, SUDOC 00378858X, présentation en ligne).
- [1997 Roman] Le jour où le temps s'est arrêté, Paris, Éditions Odile Jacob, 1997, 187 p., 21 cm (ISBN 2-7381-0476-2, OCLC 1014977957, BNF 36168966, SUDOC 004166663, présentation en ligne, lire en ligne ).
- [1998] Bioéthique et génétique (Tiré à part de : Annales d'histoire et de philosophie du vivant  (ISSN 1297-2401)), Paris, Institut d'édition Sanofi-Synthélabo, 1998, 6 p., 30 cm (OCLC 1243915173, SUDOC 094515670, présentation en ligne).

### Fonds d'archives
- « Jean Bernard » (1940-1999) [imprimés]. Fonds : documents d'archives [non numérisés]; Cote : 19770496/X. Pierrefitte-sur-Seine (Seine-Saint-Denis) / 5e arrondissement de Paris / Pontoise : Archives nationales / Collège de France / archives municipales de Pontoise (d) (présentation en ligne)..